# 다니엘 페트로프
다니엘 보질로프 페트로프(불가리아어: Даниел Божилов Петров, 1971년 9월 8일 ~ )는 불가리아의 권투 선수이다. 1992년 하계 올림픽에서 은메달, 1996년 하계 올림픽 라이트플라이급 부문에서 금메달을 획득했다.

## 생애
페트로프는 불가리아 바르나에 태어나 현지 체육 클럽에서 권투를 시작했지만 수도인 소피아로 이주하여 슬라비아 소피아 권투팀에 입단했다. 불가리아 선수권 대회에서 여러 차례 우승한 그는 1993년 부르사에서 열린 유럽 선수권 대회에서 우승했다. 2년후 그는 1995년 베를린에서 열린 세계 권투 선수권 대회에서 우승했고, 1년 후 바일레에서 열린 유럽 선수권 대회에서 우승했다.